# Declaração Conjunta sobre a Doutrina da Justificação

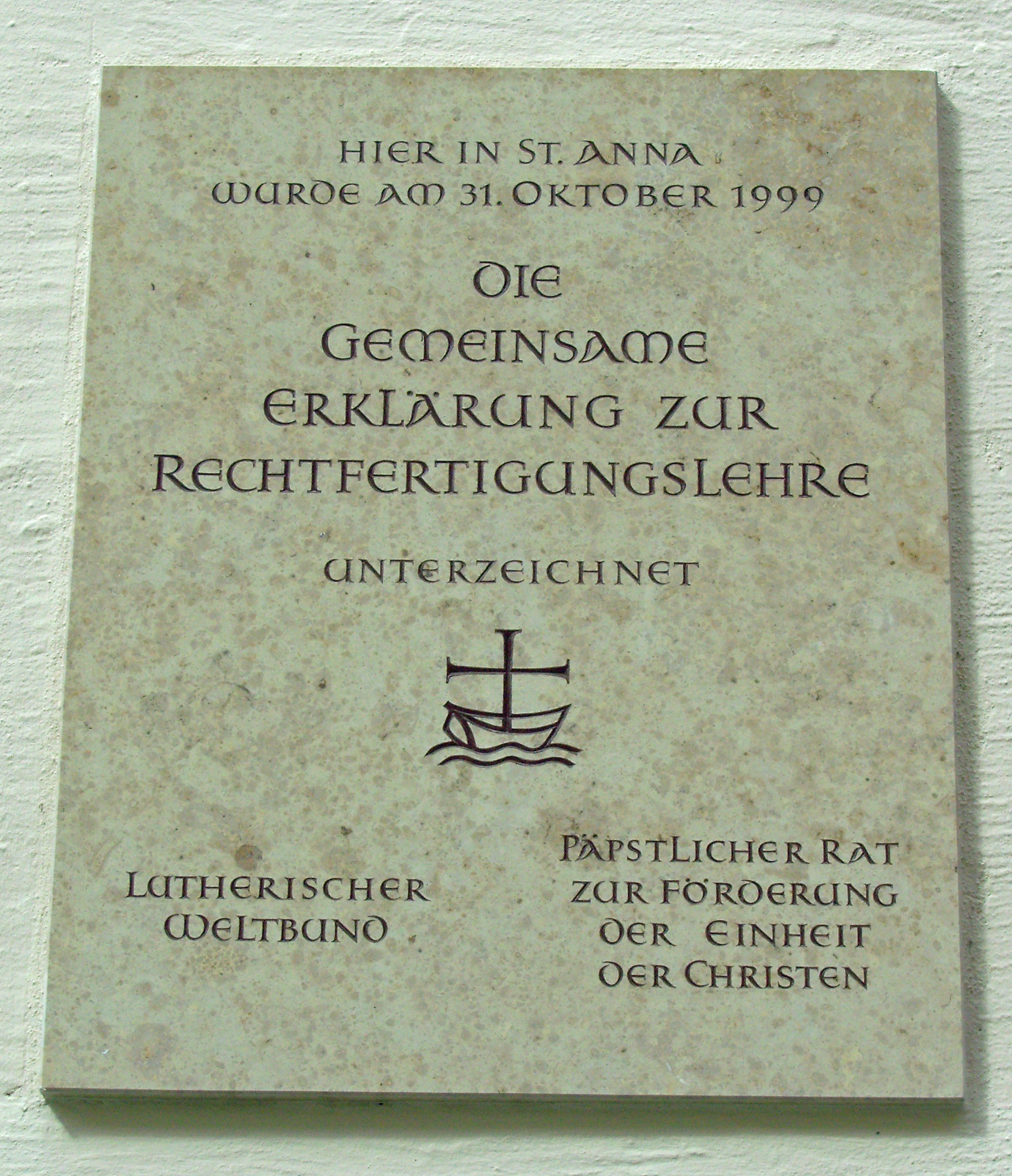
Placa comemorativa no local da assinatura, na parede da Igreja de Santa Ana em Augsburg.

A Declaração Conjunta sobre a Doutrina da Justificação da Federação Luterana Mundial e da Igreja Católica foi um documento assinado em 31 de outubro de 1999, na cidade de Augsburgo, estabelecendo que as confissões católica e luterana professam a mesma doutrina sobre a justificação pela fé, embora com diferentes desdobramentos. Assinaram o bispo luterano Christian Krause e pela Santa Sé o cardeal Edward I. Cassidy.
Os membros da Federação Luterana Mundial, presidida pelo reverendo Ishmael Noko e do Pontifício Conselho para a Promoção da Unidade dos Cristãos, presidido pelo cardeal Walter Kasper festejaram a assinatura do documento, pois era um passo para o ecumenismo entre as denominações cristãs. 
A declaração pode ser resumida nesse parágrafo:
"Confessamos juntos: somente por graça, na fé na obra salvífica de Cristo, e não por causa de nosso mérito, somos aceitos por Deus e recebemos o Espírito Santo, que nos renova os corações e nos capacita e chama para as boas obras"
Porém luteranos mais conservadores, como o Sínodo de Missouri, rejeitaram o documento, pois, apesar da Igreja Católica reconhecer a doutrina da justificação pela graça, o principal fator religioso da Reforma Protestante, não reviu as decisões do Concílio de Trento. Em 2015, o Concílio Luterano Internacional (segunda maior comunhão luterana global) também rejeitou o documento.
Em 2006, o Concílio Metodista Mundial subscreveu o documento.
Em 2016, o Conselho Consultivo Anglicano aderiu à declaração.
Em 2017, a Comunhão Mundial das Igrejas Reformadas foi a comunhão global de igrejas mais recente a aderir à declaração.